# Broodpudding

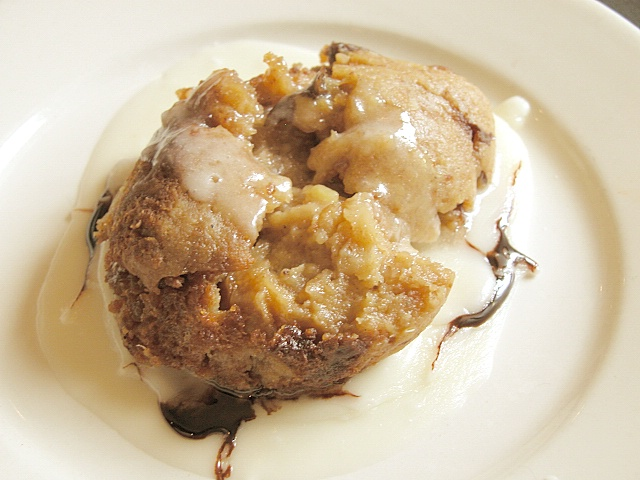
Broodpudding

Broodpudding (ook bodding genaamd) is een Belgische en Nederlandse lekkernij, gemaakt van broodresten, rozijnen, eieren en suiker, waarvan de origine waarschijnlijk in de middeleeuwen is terug te vinden.
Broodpudding wordt gemaakt door (oud) brood en andere bakkerijproducten (broodpudding in bakkerijen bevat vaak ook koffiekoeken) te weken in melk. Wanneer het brood geweekt is kunnen andere smaakmakers toegevoegd worden. Populaire toevoegingen zijn kaneel, suiker, (gedroogd) fruit zoals stukjes appel of rozijnen, cacao, vanille en puddingpoeder. Er wordt soms ook alcohol bijgedaan, in de vorm van een scheutje whisky.
De pudding wordt gebakken in een hete oven (+/- 180°C) en wordt nadien vaak geglazuurd.